# Moehau
El Moehau (también llamado el Maeroero) es un presunto críptido homínido grande y peludo en el área de la península de Coromandel-Moehau de la Isla Norte de Nueva Zelanda. Puede ser sinónimo del Maero, otro críptido de Nueva Zelanda, porque ambos han sido reportados por mucho tiempo teniendo dedos largos y filosos en algunas fuentes.
De hecho, algunos Maorí  sugieren que la criatura es un descendiente del Maero, pero otra explicación para el Moehau es que sea un informe exagerado de un gorila escapado.
Aun así, en 1970, el concejal del Condado J. Reddy le dijo a Robyn Gosset que el peludo Moehau era una exageración empezada de un chiste. También en 1970, Bob Grey dijo al investigador Robyn Gosset que el término “monstruo Moehau” provino de un nombre dado a un carguero a vapor yanqui que era utilizado en la tala. En Misterios de Nueva Zelanda por Nicola McCloy, el autor desacredita ambas teorías por citando varios avistamientos del Moehau durante el inicio del siglo XIX.

## Lectura Externa
- Alpers, Antony, Maori Myths and Tribal Legends, John Murray, London, 1964

- Beattie, Herries, Maori Lore of Lake, Alp and Fiord, Otago Daily Times and Witness Newspapers Co. Ltd., Dunedin, 1945

- Gosset, Robyn, New Zealand Mysteries 2nd Edition, The Bush Press of New Zealand, Auckland, 1996

- In Search of the Hairy Hill Horror, New Truth, February 15, 1991

- Datos: Q6890059

- Esta obra contiene una traducción total derivada de «Moehau» de Wikipedia en inglés, concretamente de esta versión del 20 de febrero de 2015, publicada por sus editores bajo la Licencia de documentación libre de GNU y la Licencia Creative Commons Atribución-CompartirIgual 4.0 Internacional.